# Trolleybus de Tychy
 (septembre 2019).
Si vous disposez d'ouvrages ou d'articles de référence ou si vous connaissez des sites web de qualité traitant du thème abordé ici, merci de compléter l'article en donnant les références utiles à sa vérifiabilité et en les liant à la section « Notes et références ».
Le trolleybus de Tychy est un réseau de trolleybus qui dessert l'agglomération de Tychy en Pologne. C'est une des trois villes polonaises à être actuellement dotée d'un tel réseau, avec Gdynia et Lublin.

## Réseau actuel

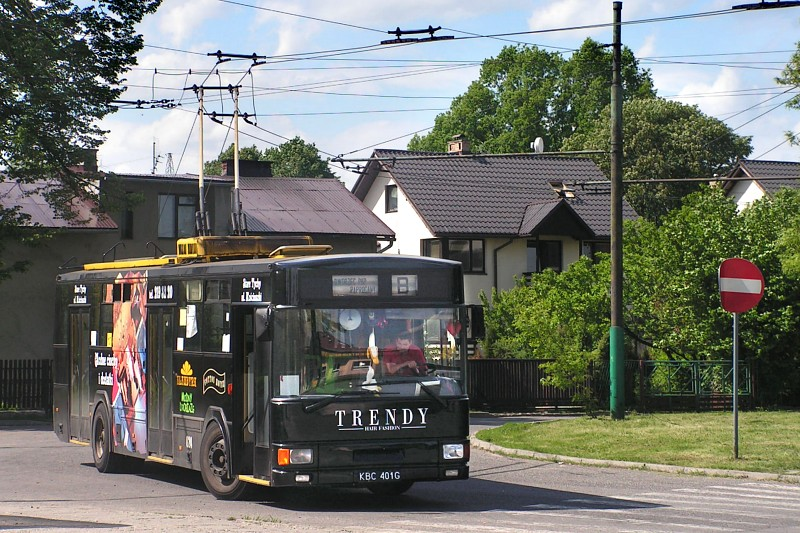
Jelcz 120MT

### Aperçu général
Le réseau actuel compte cinq lignes.
| Ligne numéro | Destinations                          |
| A            | Nexteer – Dw.PKP T-bus                |
| B            | 'Paprocany Pętla T-bus – Dw.PKP T-bus |
| C            | 'Nexteer – Dw.PKP T-bus               |
| D            | 'Nexteer – Dw.PKP T-bus               |
| E            | 'Paprocany Pętla T-bus – Dw.PKP T-bus |

### Matériel roulant
| Modèle              | Mise en service     | Quantité |
| ------------------- | ------------------- | -------- |
| Jelcz 120MT         | 1997                | 3        |
| Solaris Trollino 12 | 2002/2004/2006/2012 | 21       |